# دابل اسپرینگز (نوادا)
دابل اسپرینگز (به انگلیسی: Double Spring) یک منطقهٔ مسکونی در ایالات متحده آمریکا است که در نوادا واقع شده‌است. دابل اسپرینگز ۲۲٫۷ کیلومتر مربع مساحت و ۱۵۸ نفر جمعیت دارد و ۱٬۸۲۸٫۸۲ متر بالاتر از سطح دریا واقع شده‌است.